# Nations Cup de 1994
Nations Cup de 1994 foi a oitava edição da competição, um evento anual de patinação artística no gelo organizado pela Deutsche Eislauf-Union. A competição foi disputada entre os dias 17 de novembro e 20 de novembro, na cidade de Gelsenkirchen, Alemanha.

## Eventos
- Individual masculino
- Individual feminino
- Duplas
- Dança no gelo

## Medalhistas
| Evento                        | Ouro                                        | Prata                                            | Bronze                                             |
| Individual masculino detalhes | Elvis Stojko · Canadá                       | Shepherd Clark · Estados Unidos                  | Dmitri Dmitrenko · Ucrânia                         |
| Individual feminino detalhes  | Marina Kielmann · Alemanha                  | Elena Liashenko · Ucrânia                        | Tanja Szewczenko · Alemanha                        |
| Duplas detalhes               | Mandy Wötzel · Ingo Steuer · Alemanha       | Oksana Kazakova · Dmitri Sukhanov · Rússia       | Stephanie Stiegler · Lance Travis · Estados Unidos |
| Dança no gelo detalhes        | Marina Anissina · Gwendal Peizerat · França | Margarita Drobiazko · Povilas Vanagas · Lituânia | Jennifer Boyce · Michel Brunet · Canadá            |

## Resultados

### Individual masculino
| Pos.              | Nome             | Nacionalidade  |
| ----------------- | ---------------- | -------------- |
| Medalha de ouro   | Elvis Stojko     | Canadá         |
| Medalha de prata  | Shepherd Clark   | Estados Unidos |
| Medalha de bronze | Dmitri Dmitrenko | Ucrânia        |
| 4                 |                  |                |
| 5                 |                  |                |
| 6                 |                  |                |
| 7                 |                  |                |
| 8                 | Alexei Yagudin   | Rússia         |
| ...               |                  |                |

### Individual feminino
| Pos.              | Nome              | Nacionalidade |
| ----------------- | ----------------- | ------------- |
| Medalha de ouro   | Marina Kielmann   | Alemanha      |
| Medalha de prata  | Elena Liashenko   | Ucrânia       |
| Medalha de bronze | Tanja Szewczenko  | Alemanha      |
| 4                 |                   |               |
| 5                 |                   |               |
| 6                 |                   |               |
| 7                 |                   |               |
| 8                 | Maria Butyrskaya  | Rússia        |
| 9                 | Netty Kim         | Canadá        |
| 10                |                   |               |
| 11                | Jennifer Robinson | Canadá        |
| ...               |                   |               |

### Duplas
| Pos.              | Nome                                  | Nacionalidade  |
| ----------------- | ------------------------------------- | -------------- |
| Medalha de ouro   | Mandy Wötzel / Ingo Steuer            | Alemanha       |
| Medalha de prata  | Oksana Kazakova / Dmitri Sukhanov     | Rússia         |
| Medalha de bronze | Stephanie Stiegler / Lance Travis     | Estados Unidos |
| 4                 | Kristy Sargeant / Kris Wirtz          | Canadá         |
| 5                 | Elena Tobiash / Sergei Smirnov        | Rússia         |
| 6                 | Jekaterina Silnitzkaja / Mirko Müller | Alemanha       |
| 7                 | Sarah Abitbol / Stéphane Bernadis     | França         |
| 8                 | Jodeyne Higgins / Sean Rice           | Canadá         |

### Dança no gelo
| Pos.              | Nome                                  | Nacionalidade |
| ----------------- | ------------------------------------- | ------------- |
| Medalha de ouro   | Marina Anissina / Gwendal Peizerat    | França        |
| Medalha de prata  | Margarita Drobiazko / Povilas Vanagas | Lituânia      |
| Medalha de bronze | Jennifer Boyce / Michel Brunet        | Canadá        |
| 4                 |                                       |               |
| 5                 | Janet Emerson / Steve Kavanagh        | Canadá        |
| 6                 | Kati Winkler / René Lohse             | Alemanha      |
| ...               |                                       |               |

## Quadro de medalhas
| Ordem | País           | Medalha de ouro | Medalha de prata | Medalha de bronze |    | Ordem por total |
| ----- | -------------- | --------------- | ---------------- | ----------------- | -- | --------------- |
| 1     | Alemanha       | 2               |                  | 1                 | 3  | 1               |
| 2     | Canadá         | 1               |                  | 1                 | 2  | 2               |
| 3     | França         | 1               |                  |                   | 1  | 5               |
| 4     | Estados Unidos |                 | 1                | 1                 | 2  | 2               |
| 4     | Ucrânia        |                 | 1                | 1                 | 2  | 2               |
| 6     | Lituânia       |                 | 1                |                   | 1  | 5               |
| 6     | Rússia         |                 | 1                |                   | 1  | 5               |
| TOTAL | TOTAL          | 4               | 4                | 4                 | 12 | —               |